# Dardanus guttatus
Dardanus guttatus is een tienpotigensoort uit de familie van de Diogenidae. De wetenschappelijke naam van de soort is voor het eerst geldig gepubliceerd in 1812 door Olivier.